# François Boucher
François Boucher (París, 29 de setembre de 1703 – 30 de maig de 1770) va ser un pintor francès, amant de l'estil rococó, famós per les seves pintures idíl·liques i voluptuoses de temes mitològics, al·legories sobre pastors i diversos retrats de Madame de Pompadour.
Va néixer a París el 29 de setembre de 1703, fill de Nicolas Boucher. Va ser, potser, el decorador més famós del segle xviii, amb el seu estil emmarcat bàsicament en l'art rococó. Als 17 anys, va ser aprenent del pintor François Lemoyne, amb qui només va durar tres mesos, abans de començar a treballar amb Jean-François Cars. Tres anys després, Boucher havia guanyat el prestigiós Premi de Roma, però van haver de passar uns altres quatre anys perquè comencés els seus estudis a Itàlia. Després de la seva tornada d'Itàlia, el 1731, va ser admès en la Reial Acadèmia de la pintura i escultura. Va arribar a ser rector d'aquesta acadèmia i director de la Reial fàbrica de tapissos dels Gobelins. El 1765 va ser nomenat primer pintor del rei.

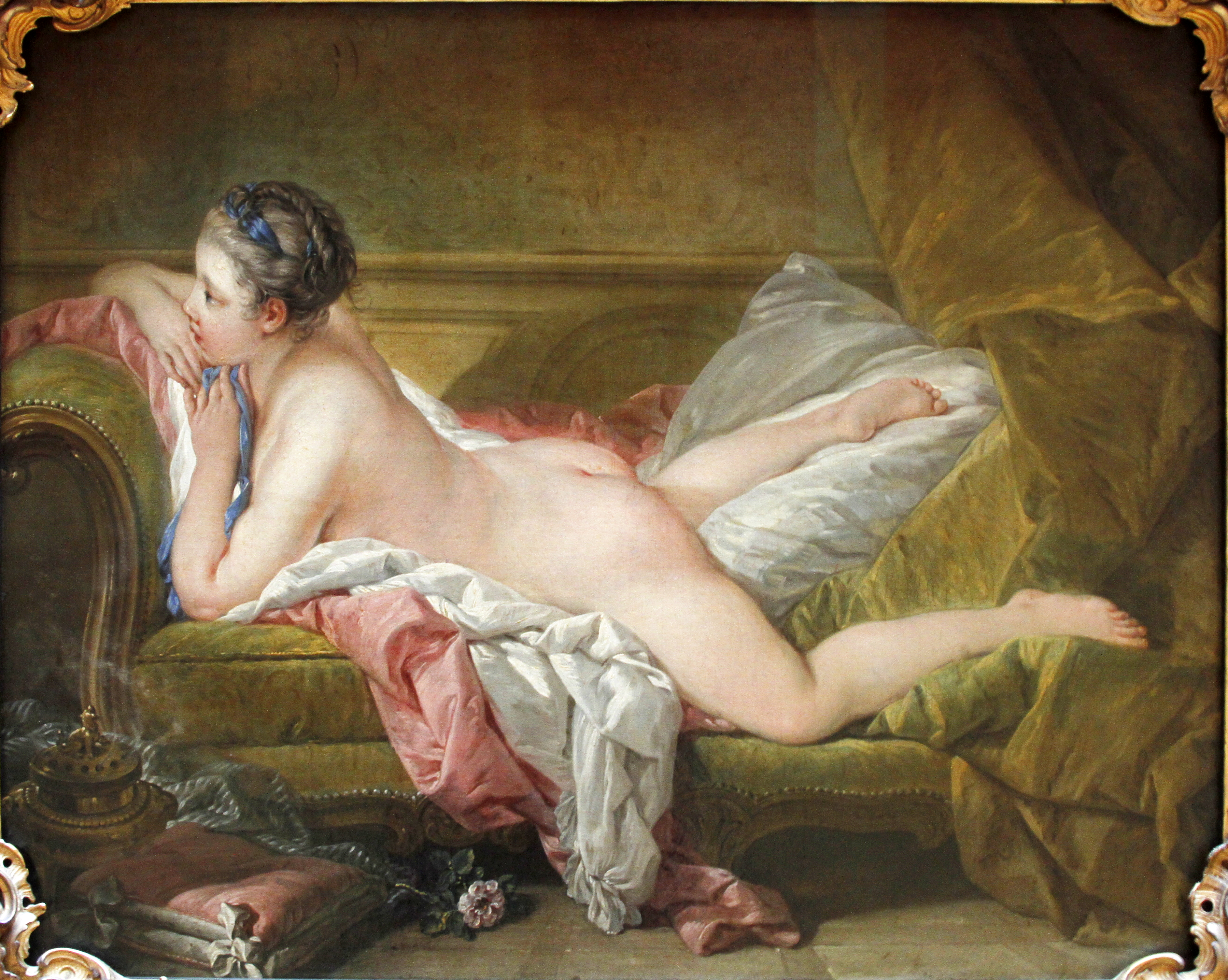
Nu en repòs, conservat actualment en lAlte Pinakothek de Múnic

## Obra
- Rinaldo i Armida
- Descans en la fugida a Egipte
- Diana després del bany
- Nu en repòs
- El dinar
- La marquesa de Pompadour
- El triomf de Venus

La seva obra està inspirada en artistes com Watteau i Peter Paul Rubens. Les seves primeres obres celebraven la tranquil·litat de la natura i l'evasió que atorga el camp. El seu treball oblida la innocència tradicional del camperol, i impregna les seves escenes amb alguna cosa d'erotisme, i les seves escenes mitològiques són apassionades i amoroses, en comptes de les típiques èpiques.
La marquesa de Pompadour, que era sinònim d'art rococó, era una gran admiradora de l'obra de Boucher, i són en els retrats d'aquesta on el pintor mostra més clarament el seu estil. En quadres com El dinar, de 1739, mostra una escena familiar amb gran mestria, usant la seva pròpia família com a models. Aquest estil intimista contrasta amb les imatges explícites que pinta en els retrats de les odalisques, com pot veure's en el Nu en repòs. La cara de la dona és la de la seva pròpia esposa (Diderot va dir que Boucher estava "prostituint la seva dona") i, segons llegendes, el cul és el de Madame de Pompadour.
A més dels seus quadres, Boucher va dissenyar vestits per a teatres, tapissos, i va participar en la decoració dels palaus de Versalles, Fontainebleu i Choisy.
Francois Boucher es va morir el 30 de maig de 1770 a París. Ha sigut un dels majors exponents de l'estil rococó francès, igual com la seva mecenes, Madame de Pompadour.